# North Galaxy Towers
Les North Galaxy Towers sont deux gratte-ciel de Bruxelles, situés, à côté de la gare de Bruxelles-Nord, au boulevard du Roi Albert II 33/37 à Schaerbeek.
Elles font partie d'un complexe prévoyant à l'origine huit tours et dénommé « World Trade Center ».
Les North Galaxy Towers sont composées de :
- deux tours de rez+ 29 étages dont 2 étages techniques sous le toit (dites tour A au nord et tour B au sud) ;
- d'un pavillon de rez+ 7 étages dont 2 étages techniques sous le toit (dite tour C) ;
- d'un socle commun de 2 étages.
- d'un sous-sol de 4 étages.

La construction de l'ensemble a coûté 135 101 971 €.
L'occupant des lieux est le SPF Finances qui y a établi son siège. Le nom du bâtiment reflète une certaine anglicisation de Bruxelles.

## Accès
Ce site est desservi par la station de prémétro Gare du Nord.